# Pieni Säkkisalo
Pieni Säkkisalo är en ö i Finland. Den ligger i sjön Puula och i sjön Puula och i kommunen Hirvensalmi i den ekonomiska regionen  S:t Michel och landskapet Södra Savolax, i den södra delen av landet, 200 km nordost om huvudstaden Helsingfors. Öns area är 1,14 kvadratkilometer och dess största längd är 2,4 kilometer i nord-sydlig riktning.